# Alisson Abarca
Alisson Abarca (sinh ngày 25 tháng 1 năm 1996 tại San Salvador, El Salvador) là một người mẫu Salvador và người đẹp trong cuộc thi sắc đẹp được trao vương miện Hoa hậu Hoàn vũ El Salvador năm 2017. Cô đại diện cho El Salvador tham gia cuộc thi Hoa hậu Hoàn vũ 2017.

## Các cuộc thi

### Hoa hậu Hoàn vũ El Salvador 2017
Abarca được trao vương miện Hoa hậu Hoàn vũ El Salvador 2017 vào ngày 7 tháng 7 năm 2017 và tham gia tranh tài tại cuộc thi Hoa hậu Hoàn vũ 2017 nhưng không được xếp hạng tại cuộc thi này. Cô là nguyên nhân chính của một số tranh cãi ở El Salvador vì có một số phẫu thuật thẩm mỹ sau chiến thắng giải quốc gia và trước khi tham gia cuộc thi Hoa hậu Hoàn vũ.

### Hoa hậu Hoàn vũ 2017
Với tư cách Hoa hậu Hoàn vũ El Salvador, cô thi đấu tại cuộc thi Hoa hậu Hoàn vũ 2017. Cô trả lời tất cả các cuộc phỏng vấn báo chí bằng tiếng Anh của mình, điều này không phổ biến với các đại diện trước đây của đất nước El Salvador.

## Cá nhân
Abarca là thủ khoa của lớp học ở trường trung học và nói tiếng Anh lưu loát. Abarca đang trên con đường lấy bằng Cử nhân tiếng Anh và hy vọng trở thành giáo viên tiếng Anh. Abarca vẫn là một sinh viên đại học khi cô được trao vương miện Hoa hậu Hoàn vũ El Salvador vào năm 2017.
Cô nhận được cả hai quan điểm chỉ trích và ủng hộ cho việc sử dụng phẫu thuật thẩm mỹ, bao gồm cả bơm ngực, để cải thiện ngoại hình của mình để chuẩn bị cho cuộc thi Hoa hậu Hoàn vũ. Abarca nói cô không xấu hổ về việc này.
Trong cuộc thi Hoa hậu Hoàn vũ, Abarca mặc một bộ trang phục phức tạp với cái tên "Nữ thần của dòng sông Lempa." Tuy nhiên, trong buổi biểu diễn, cô đã trượt té nhiều lần trên chiếc thuyền giả bởi vì trang phục của mình và không thể hoàn thành buổi trình diễn catwalk. Mặc dù nó có thể góp phần vào sự thua cuộc của cô, nhưng cô vẫn nhận được sự khích lệ từ các fan của mình.
Abarca thích bóng đá, bóng mềm, hát và múa bụng. Cô tham gia tình nguyện tại một trại trẻ mồ côi địa phương và tại nhà thờ của cô. Cô cao 1,65 mét (5'4 "), và bị chỉ trích là quá thấp với vai trò là một thí sinh hoa hậu.